# César 2015

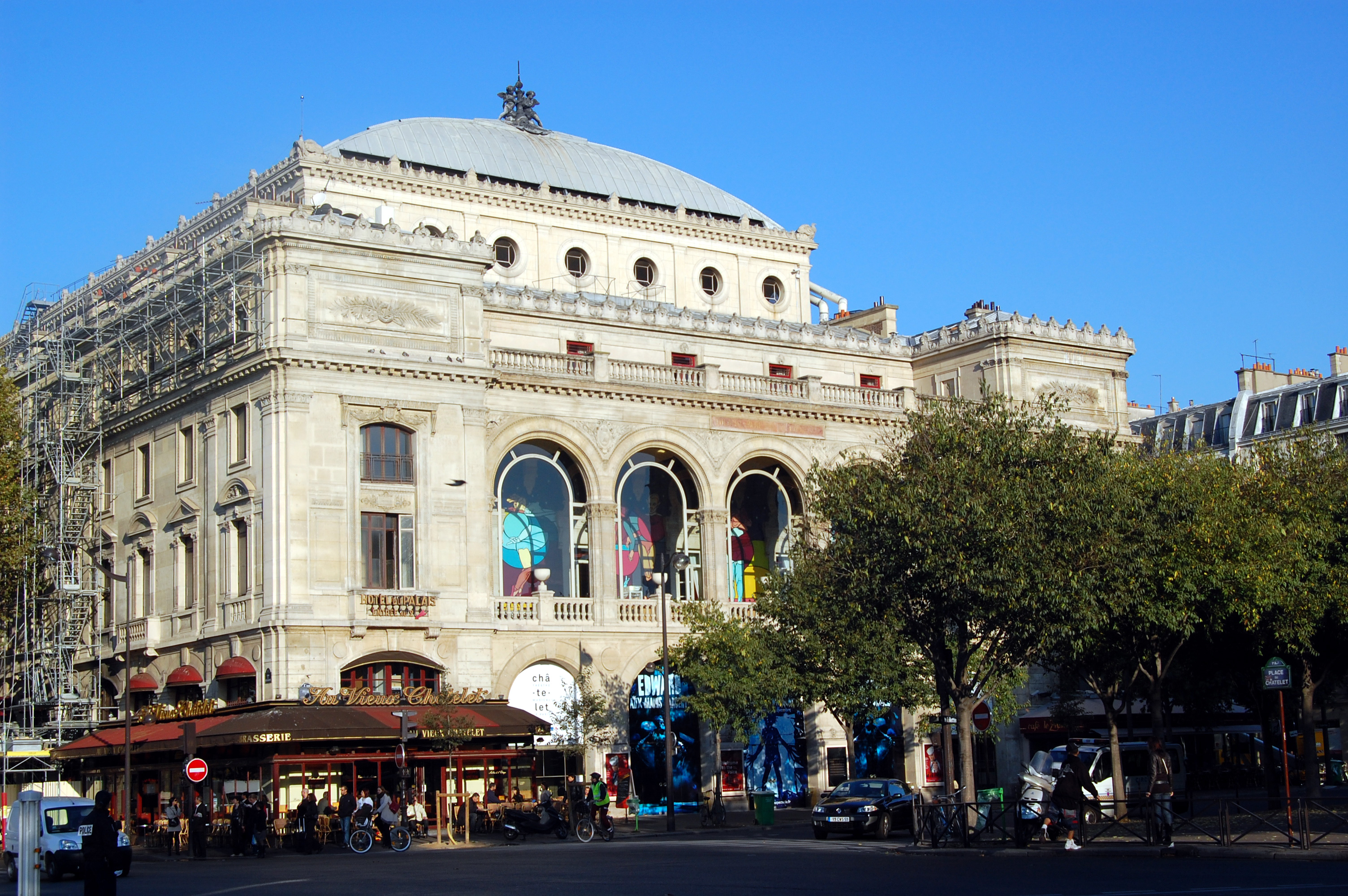
Das Pariser Théâtre du Châtelet, Veranstaltungsort der César-Verleihung

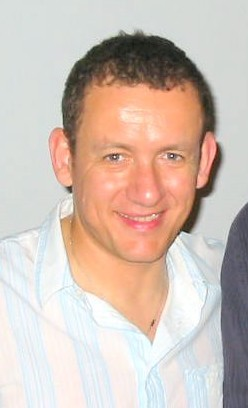
Vorsitzender der Verleihung: Dany Boon

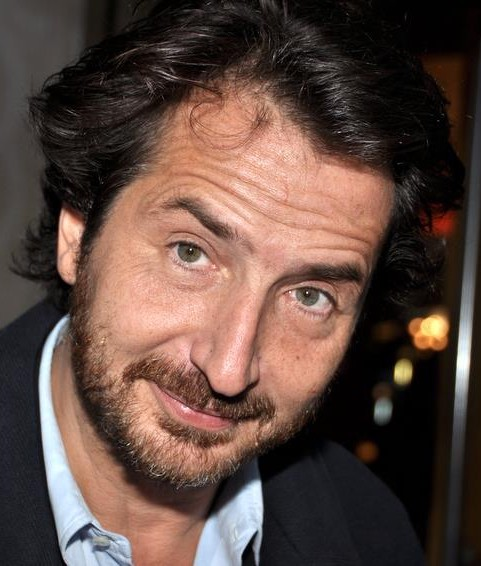
Gastgeber des Abends: Édouard Baer

Die 40. César-Verleihung fand am 20. Februar 2015 im Théâtre du Châtelet in Paris statt, die Nominierungen wurden am 28. Januar 2015 bekanntgegeben. Die von der französischen Académie des Arts et Techniques du Cinéma vergebenen Filmpreise wurden in 21 Kategorien verliehen. Den jährlich wechselnden Vorsitz der Gala übernahm 2015 der französische Schauspieler Dany Boon. Als Gastgeber (maître de cérémonie) durch den Abend führte Édouard Baer.
Die Preisverleihung wurde live vom französischen Fernsehsender Canal+ übertragen. Bereits vor der Übertragung als Gewinner fest stand der US-amerikanische Schauspieler Sean Penn, der mit dem Ehrenpreis der französischen Filmakademie ausgezeichnet wurde.

## Gewinner und Nominierte

### Bester Film („Meilleur film“)
präsentiert von Dany Boon
Timbuktu – Regie: Abderrahmane Sissako
Liebe auf den ersten Schlag (Les combattants) – Regie: Thomas Cailley
Eastern Boys – Endstation Paris (Eastern Boys) – Regie: Robin Campillo
Verstehen Sie die Béliers? (La famille Bélier) – Regie: Éric Lartigau
Saint Laurent – Regie: Bertrand Bonello
Hippocrate – Regie: Thomas Lilti
Die Wolken von Sils Maria – Regie: Olivier Assayas

### Beste Regie („Meilleur réalisateur“)
präsentiert von Nathalie Baye und Guillaume Canet
Abderrahmane Sissako – Timbuktu
Olivier Assayas – Die Wolken von Sils Maria
Thomas Lilti – Hippocrate
Céline Sciamma – Mädchenbande (Bande de filles)
Thomas Cailley – Liebe auf den ersten Schlag (Les combattants)
Bertrand Bonello – Saint Laurent
Robin Campillo – Eastern Boys – Endstation Paris (Eastern Boys)

### Beste Hauptdarstellerin („Meilleure actrice“)
präsentiert von Guillaume Gallienne
Adèle Haenel – Liebe auf den ersten Schlag (Les combattants)
Juliette Binoche – Die Wolken von Sils Maria
Catherine Deneuve – Der Hof zur Welt (Dans la cour)
Marion Cotillard – Zwei Tage, eine Nacht (Deux jours, une nuit)
Émilie Dequenne – Pas son genre
Sandrine Kiberlain – Elle l’adore
Karin Viard – Verstehen Sie die Béliers? (La famille Bélier)

### Bester Hauptdarsteller („Meilleur acteur“)
präsentiert von Juliette Binoche und Kristen Stewart
Pierre Niney – Yves Saint Laurent
Romain Duris – Eine neue Freundin (Une nouvelle amie)
Gaspard Ulliel – Saint Laurent
Guillaume Canet – La prochaine fois je viserai le cœur
Niels Arestrup – Diplomatie
François Damiens – Verstehen Sie die Béliers? (La famille Bélier)
Vincent Lacoste – Hippocrate

### Beste Nebendarstellerin („Meilleure actrice dans un second rôle“)
präsentiert von Céline Sallette und Joeystarr
Kristen Stewart – Die Wolken von Sils Maria
Marianne Denicourt – Hippocrate
Claude Gensac – Treibsand
Izïa Higelin – Heute bin ich Samba (Samba)
Charlotte Le Bon – Yves Saint Laurent

### Bester Nebendarsteller („Meilleur acteur dans un second rôle“)
präsentiert von Leïla Bekhti und Géraldine Nakache
Reda Kateb – Hippocrate
Éric Elmosnino – Verstehen Sie die Béliers? (La famille Bélier)
Jérémie Renier – Saint Laurent
Guillaume Gallienne – Yves Saint Laurent
Louis Garrel – Saint Laurent

### Beste Nachwuchsdarstellerin („Meilleur espoir féminin“)
präsentiert von Cécile de France und Cédric Klapisch
Louane Emera – Verstehen Sie die Béliers? (La famille Bélier)
Lou de Laâge – Respire
Joséphine Japy – Respire
Ariane Labed – Alice und das Meer (Fidelio, l’odyssée d’Alice)
Karidja Touré – Mädchenbande (Bande de filles)

### Bester Nachwuchsdarsteller („Meilleur espoir masculin“)
präsentiert von Julie Gayet und Denis Podalydès
Kévin Azaïs – Liebe auf den ersten Schlag (Les combattants)
Ahmed Dramé – Die Schüler der Madame Anne (Les héritiers)
Kirill Jemeljanow – Eastern Boys – Endstation Paris (Eastern Boys)
Pierre Rochefort – Un beau dimanche
Marc Zinga – Qu’Allah bénisse la France

### Beste Kamera („Meilleure photographie“)
präsentiert von Alex Lutz und Stéphane De Groodt 
Sofian El Fani – Timbuktu
Christophe Beaucarne – Die Schöne und das Biest (La belle et la bête)
Josée Deshaies – Saint Laurent
Yorick Le Saux – Die Wolken von Sils Maria
Thomas Hardmeier – Yves Saint Laurent

### Bester Schnitt („Meilleur montage“)
präsentiert von Franck Gastambide und Léa Drucker
Sonia Ben Rachid – Timbuktu
Lilian Corbeille – Liebe auf den ersten Schlag (Les combattants)
Christel Dewynter – Hippocrate
Frédéric Baillehaiche – Party Girl
Fabrice Rouaud – Saint Laurent

### Bestes Originaldrehbuch („Meilleur scénario original“)
präsentiert von Pascal Elbé
Abderrahmane Sissako, Kessen Tall – Timbuktu
Thomas Cailley, Claude Le Pape – Liebe auf den ersten Schlag (Les combattants)
Victoria Bedos, Stanislas Carré de Malberg – Verstehen Sie die Béliers? (La famille Bélier)
Thomas Lilti, Julien Lilti, Baya Kasmi, Pierre Chosson – Hippocrate
Olivier Assayas – Die Wolken von Sils Maria

### Bestes adaptiertes Drehbuch („Meilleure adaptation“)
präsentiert von Sylvie Testud und Abd al Malik
Cyril Gély, Volker Schlöndorff – Diplomatie
Mathieu Amalric, Stéphanie Cléau – Das blaue Zimmer (La chambre bleue)
Lucas Belvaux – Pas son genre
Sólveig Anspach, Jean-Luc Gaget – Treibsand
Cédric Anger – La prochaine fois je viserai le cœur

### Beste Filmmusik („Meilleure musique originale“)
präsentiert von Cécile Cassel und Etienne Daho
Amine Bouhafa – Timbuktu
Jean-Baptiste de Laubier – Mädchenbande (Bande de filles)
Béatrice Thiriet – Bird People
Lionel Flairs, Benoît Rault, Philippe Deshaies – Liebe auf den ersten Schlag (Les combattants)
Ibrahim Maalouf – Yves Saint Laurent

### Bester Ton („Meilleur son“)
präsentiert von Alex Lutz und Stéphane De Groodt
Philippe Welsh, Roman Dymny, Thierry Delor – Timbuktu
Pierre André, Daniel Sobrino – Mädchenbande (Bande de filles)
Jean-Jacques Ferran, Nicolas Moreau, Jean-Pierre Laforce – Bird People
Jean-Luc Audy, Guillaume Bouchateau, Antoine Baudouin, Niels Barletta – Liebe auf den ersten Schlag (Les combattants)
Nicolas Cantin, Nicolas Moreau, Jean-Pierre Laforce – Saint Laurent

### Bestes Szenenbild („Meilleurs décors“)
präsentiert von Franck Gastambide und Léa Drucker
Thierry Flamand – Die Schöne und das Biest (La belle et la bête)
Jean-Philippe Moreaux – Der Unbestechliche – Mörderisches Marseille (La French)
Katia Wyszkop – Saint Laurent
Sébastien Birchler – Timbuktu
Aline Bonetto – Yves Saint Laurent

### Beste Kostüme („Meilleurs costumes“)
präsentiert von Marilou Berry und Jean Paul Gaultier
Anaïs Romand – Saint Laurent
Pierre-Yves Gayraud – Die Schöne und das Biest (La belle et la bête)
Carine Sarfati – Der Unbestechliche – Mörderisches Marseille (La French)
Pascaline Chavanne – Eine neue Freundin (Une nouvelle amie)
Madeline Fontaine – Yves Saint Laurent

### Bester Erstlingsfilm („Meilleur premier film“)
präsentiert von Zabou Breitman und Pierre Deladonchamps
Liebe auf den ersten Schlag (Les combattants) – Regie: Thomas Cailley
Elle l’adore – Regie: Jeanne Herry
Alice und das Meer (Fidelio, l’odyssée d’Alice) – Regie: Lucie Borleteau
Party Girl – Regie: Marie Amachoukeli, Claire Burger, Samuel Theis
Qu’Allah bénisse la France – Regie: Abd al Malik

### Bester Animationsfilm („Meilleur film d’animation“)
präsentiert von Laura Smet und Joann Sfar
Minuscule – La vallée des fourmis perdues – Regie: Thomas Szabo, Hélène Giraud

Die Melodie des Meeres (Song of the Sea) – Regie: Tomm Moore
Jack und das Kuckucksuhrherz (Jack et la mécanique du cœur) – Regie: Mathias Malzieu, Stéphane Berla

### Bester Dokumentarfilm („Meilleur film documentaire“)
präsentiert von Charlotte Lebon und Jalil Lespert
Das Salz der Erde (The Salt of the Earth) – Regie: Wim Wenders, Juliano Ribeiro Salgado
Caricaturistes, fantassins de la démocratie – Regie: Stéphanie Valloatto
Les chèvres de ma mère – Regie: Sophie Audier
La cour de Babel – Regie: Julie Bertuccelli
National Gallery – Regie: Frederick Wiseman

### Bester animierter Kurzfilm („Meilleur film court métrage d’animation“)
präsentiert von Laura Smet und Joann Sfar
Les petits cailloux – Regie: Chloé Mazlo
Peng peng! (Bang Bang!) – Regie: Julien Bisaro
Der Weihnachtskuchen (La bûche de noël) – Regie: Vincent Patar, Stéphane Aubier
Der kleine Topf von Anatole (La petite casserole d’Anatole) – Regie: Eric Montchaud

### Bester Kurzfilm („Meilleur film de court-métrage“)
präsentiert von Sabrina Ouazani und Félix Moati
La femme de Rio – Regie: Emma Luchini, Nicolas Rey
Aïssa – Regie: Clément Tréhin-Lalanne
Inupiluk – Regie: Sébastien Betbeder
Les jours d’avant – Regie: Karim Moussaoui
Où je mets ma pudeur – Regie: Sébastien Bailly
La virée à Paname – Regie: Carine May, Hakim Zouhani

### Bester ausländischer Film („Meilleur film étranger“)
präsentiert von Émilie Dequenne und Lambert Wilson
Mommy, Kanada – Regie: Xavier Dolan
12 Years a Slave, Vereinigte Staaten – Regie: Steve McQueen
Boyhood, Vereinigte Staaten – Regie: Richard Linklater
Zwei Tage, eine Nacht (Deux jours, une nuit), Belgien – Regie: Jean-Pierre und Luc Dardenne
Ida, Polen – Regie: Pawel Pawlikowski
Grand Budapest Hotel, Vereinigte Staaten – Regie: Wes Anderson
Winterschlaf (Kış Uykusu), Türkei – Regie: Nuri Bilge Ceylan

## Ehrenpreis („César d’honneur“)
präsentiert von Marion Cotillard
Sean Penn – US-amerikanischer Schauspieler